# 1947 en combiné nordique
| Années du combiné nordique : 1944 - 1945 - 1946 - 1947 - 1948 - 1949 - 1950    |
| Décennies du combiné nordique : 1910 - 1920 - 1930 - 1940 - 1950 - 1960 - 1970 |

Cette page reprend les résultats de combiné nordique de l'année 1947.

## Festival de ski d'Holmenkollen
L'édition 1947 du festival de ski d'Holmenkollen fut remportée par le Suédois Sven Israelsson. Il devance le Suisse Niklaus Stump et le Norvégien Olaf Dufseth. Israelsson est le premier non-norvégien à remporter l'épreuve, créée en 1892.

## Jeux du ski de Lahti
L'épreuve de combiné des Jeux du ski de Lahti 1947 fut remportée par le Suédois Sven Israelsson, devant son compatriote Erik Elmsäter. Le vainqueur de l'édition 1945, le Finlandais Martti Huhtala, complète le podium.

## Jeux du ski de Suède
L'épreuve de combiné de la première édition des Jeux du ski de Suède fut remportée par le Suédois Sven Israelsson devant son compatriote Clas Haraldsson. Un Norvégien, Gunnar Hermansen, se classe troisième.

## Championnats nationaux

### Championnat d'Allemagne
Le championnat d'Allemagne de combiné nordique 1947 n'a pas été organisé.

### Championnat d'Estonie
Le Championnat d'Estonie 1947 eu lieu à Võru. Comme l'année précédente à Viljandi, il vit la victoire de Hugo Kaselaan devant Paul Pahla. Seul le troisième diffère : en 1947, c'est Karl Vesterstein.

### Championnat des États-Unis
Le championnat des États-Unis 1947 se déroula à Lake Placid, dans l'État de New York. Il a été remporté par Ralph J. Townshend.

### Championnat de Finlande
Les résultats du championnat de Finlande 1947 sont incomplets : seule l'identité du vice-champion nous est parvenue. Il s'agit de Martti Huhtala.

### Championnat de France
Les résultats du championnat de France 1947 manquent.

### Championnat d'Islande
Le championnat d'Islande 1947 fut remporté, comme en 1944, par Jón Þorsteinsson.

### Championnat d'Italie
Le championnat d'Italie 1947 fut remporté, comme l'année précédente, par Rizzieri Rodeghiero (en). Il devance Giovanni Perenni et Alfredo Prucker.

### Championnat de Norvège
Le championnat de Norvège 1947 se déroula à Tistedalen. Il consacra la victoire de Simon Slåttvik devant Olaf Dufseth et Eldar Hagen.

### Championnat de Pologne
Le championnat de Pologne 1947 fut remporté par Stefan Dziedzic (pl), du club HKN Zakopane.

### Championnat de Suède
Le championnat de Suède 1947 a distingué Sven Israelsson, du club Dala-Järna IK. Le club champion fut le IFK Kiruna.

### Championnat de Suisse
Le Championnat de Suisse 1947 a eu lieu à Wengen. Le champion 1947 fut Alfons Supersaxo, devant Melchior Nold et Gottlieb Perren.